# X: Tension
X-Tension (2000, в российском переводе - X: Мобилизация) дополнение к компьютерной игре X: Beyond the Frontier, хотя многие игроки и рецензенты считают её скорее продолжением (сиквелом), чем дополнением. После истории X: Beyond The Frontier Ксеноны побеждены, но игрок так и остаётся в тяжёлом положении, за множество световых лет от дома. Игрок вновь управляет Кайлом Бреннаном, у которого сейчас много времени на руках, и его экспериментальным судном, созданным с помощью «обратной разработки». Игрок получает корабль, немного кредитов, и уходит, чтобы начать свой путь во Вселенной X.

## Геймплей
В X-Tension нет единого всеобъемлющего сюжета. Это игра-песочница с открытой концовкой, наполненная микроквестами. Игрок волен выбирать: быть трейдером с невооружённым «Argon Lifter», или искателем приключений, вооруженным плазмомётами до зубов; свобода выбора — куда идти, чем торговать и на кого нападать. Управляющий директор Egosoft Бернд Лехан описывает X-Tension как «космическую игру, которая позволяет свободно жить в виртуальной вселенной и делать всё, что вы захотите. По крайней мере, такова наша цель.»

## Изменения
В X-Tension была улучшена графика, добавлены новые эффекты и декорации, удалены заметные «швы», которые были на многих фонах в оригинальной игре. Музыкальная партитура также была расширена, и во вселенной X стало в общей сложности 90 систем.
В X-Tension была учтена критика многих сторон оригинальной игры. Корабль игрока изначально оснащается некоторыми устройствами — оружием и ускорителем времени — так что игроки могут защитить себя с самого начала, хотя начальное оружие почти бесполезно против большинства вражеских кораблей. Игрок может оставить корабль и совершить в скафандре выход в открытый космос, приобретать новые корабли с верфей и даже захватывать встреченные вражеские корабли.
Интерфейс игры был расширен за счет включения новых функций, включая автоматическую систему навигации, что позволяет игроку легко получить информацию обо всех посещённых секторах, и включает в себя полную карту галактики, показывающую все места, где вы были. В сочетании с некоторыми апгрейдами и оборудованием эта система позволяет игроку на расстоянии контролировать экономику вселенной X, торговлю и цены — «невероятно полезная новая функция, которая позволяет допускать гораздо меньше проб и ошибок в торговле». Интерфейс также позволяет игрокам удалённо управлять многими из своих активов — давать задачи заводам и кораблям. Чтобы настроить завод, больше не нужно ни приземляться на него, ни даже находиться в его области пространства.
Одним из пунктов критики, общим для обеих игр, была боевая система — хоть и улучшенная в X-Tension, она всё ещё была ничем особо не примечательна. Интересно, что, по словам исполнительного директора Egosoft Бернда Лехана, привлекательность для аудитории Wing Commander была высоким приоритетом при разработке сиквела X³: Reunion (2005). Он определил эту аудиторию как «людей, которые … ожидают историю и крутые боевые миссии, но которых может покорить свободный геймплей и преимущества, которые реалистичная экономика добавляет к игре».